# Guntur (Bener)
Guntur is een bestuurslaag in het regentschap Purworejo van de provincie Midden-Java, Indonesië. Guntur telt 3447 inwoners (volkstelling 2010).